# Nógrád (comitaat)
Nógrád is een comitaat (megye) in het noorden van Hongarije. Het is in omvang het op een na kleinste van het land. Het comitaat telde in 2001 175.297 inwoners. De hoofdstad is de voormalige mijnwerkersstad Salgótarján. Andere grotere plaatsen zijn Balassagyarmat, dat tot 1950 de hoofdstad was, Rétság en Pásztó. Het comitaat ligt zo'n zestig tot honderd kilometer ten noordoosten van Boedapest. Het is onderverdeeld in de districten  Balassagyarmat,  Bátonyterenye, Pásztó, Rétság,  Salgótarján en  Szécsény.

## Geografie
Nógrád bestaat voornamelijk uit heuvelland en laag bergland. De hoogste top, in het oosten gelegen Mátragebergte, is de Piszkés met 946 meter. De Cserhát, met toppen rond de 500 meter, vormt het centrale deel van de provincie. De Börzsöny in het westen is met toppen boven de 900 meter weer hoger. In het noorden grenst Nógrád aan Slowakije, met als grensrivier de Ipoly.
Nógrád is een zeer landelijk comitaat met vooral kleine dorpen. In Hollókő, een dorp dat op de werelderfgoedlijst van de UNESCO staat, is de traditionele leefwijze nog goed te zien.

## Economie
De belangrijkste bronnen van inkomsten zijn landbouw (met name akkerbouw en zacht fruit als frambozen, zwarte bessen en bramen), bosbouw en industrie, met name rond Rétság, Salgótarján en Balassagyarmat. Ook werken veel mensen in steden als Vác en Boedapest. Veertig procent van het grondgebied is bedekt met bos.

## Bevolking
Van oorsprong is een deel van de bevolking van Nógrád Slowaaks. De naam van het comitaat stamt ook af van het Slavische Novi Grad (nieuwe burcht). Onder de oudere generatie zijn nog mensen die van huis uit Slowaaks spraken. Een deel van de dorpen heeft zowel een Hongaarse als een Slowaakse naam en hier en daar zijn Slowaakse opschriften. Op scholen wordt Slowaaks soms als tweede taal onderricht.
Nógrád is ook het woongebied van de Palócen, een aparte bevolkingsgroep die vooral bekend is vanwege zijn fraaie borduurwerk en ander handwerk. In Balassagyarmat is een Palóc-museum.

## Steden en dorpen

### Stad met comitaatsrecht
- Salgótarján (35.811 inw., 2015)

### Andere steden
(in afnemende omvang, cijfers van 1-1-2015)
- Balassagyarmat (15.570)
- Bátonyterenye (12.443)
- Pásztó (9312)
- Szécsény (5937)
- Rétság (2713)

Stad met comitaatsrecht (megyei jogú város): Salgótarján

Steden (város): Balassagyarmat · Bátonyterenye · Pásztó · Rétság · Szécsény

Overige gemeenten (község): Alsópetény · Alsótold · Bánk · Bárna · Becske · Bér · Bercel · Berkenye · Bokor · Borsosberény · Buják · Cered · Csécse · Cserháthaláp · Cserhátsurány · Cserhátszentiván · Csesztve · Csitár · Debercsény · Dejtár · Diósjenő · Dorogháza · Drégelypalánk · Ecseg · Egyházasdengeleg · Egyházasgerge · Endrefalva · Erdőkürt · Erdőtarcsa · Érsekvadkert · Etes · Felsőpetény · Felsőtold · Galgaguta · Garáb · Héhalom · Herencsény · Hollókő · Hont · Horpács · Hugyag · Iliny · Ipolytarnóc · Ipolyvece · Jobbágyi · Kálló · Karancsalja · Karancsberény · Karancskeszi · Karancslapujtő · Karancsság · Kazár · Keszeg · Kétbodony · Kisbágyon · Kisbárkány · Kisecset · Kishartyán · Kozárd · Kutasó · Legénd · Litke · Lucfalva · Ludányhalászi · Magyargéc · Magyarnándor · Márkháza · Mátramindszent · Mátranovák · Mátraszele · Mátraszőlős · Mátraterenye · Mátraverebély · Mihálygerge · Mohora · Nagybárkány · Nagykeresztúr · Nagylóc · Nagyoroszi · Nemti · Nézsa · Nógrád · Nógrádkövesd · Nógrádmarcal · Nógrádmegyer · Nógrádsáp · Nógrádsipek · Nógrádszakál · Nőtincs · Őrhalom · Ősagárd · Palotás · Patak · Patvarc · Piliny · Pusztaberki · Rákóczibánya · Rimóc · Romhány · Ságújfalu · Sámsonháza · Sóshartyán · Szalmatercs · Szanda · Szarvasgede · Szátok · Szécsénke · Szécsényfelfalu · Szendehely · Szente · Szilaspogony · Szirák · Szügy · Szuha · Szurdokpüspöki · Tar · Terény · Tereske · Tolmács · Vanyarc · Varsány · Vizslás · Zabar